# Lannea chevalieri
Lannea chevalieri är en sumakväxtart som beskrevs av Adolf Engler. Lannea chevalieri ingår i släktet Lannea och familjen sumakväxter. Inga underarter finns listade i Catalogue of Life.